# Owidiusz
Owidiusz, właśc. Publiusz Owidiusz Nazo (łac. Publius Ovidius Naso), niekiedy Publiusz Owidiusz Nazon (ur. 20 marca 43 p.n.e. w Sulmonie, zm. 17 lub 18 n.e. w Tomi) – poeta rzymski, często określany mianem najwybitniejszego elegika starożytności. Należał do młodszego pokolenia pisarzy epoki Augusta, uważany jest – obok Wergiliusza i Horacego – za jedną z najważniejszych postaci w dziejach poezji łacińskiej i europejskiej.

## Życiorys

### Źródła
Głównym źródłem informacji o życiu Owidiusza jest jego poezja, zwłaszcza Tristia 4.10. Owidiusz mówi o sobie o wiele więcej niż inni poeci, ale ponieważ jest to źródło autobiograficzne i poetyckie, należy traktować je z ostrożnością. Inni ówcześni autorzy, z istotnym wyjątkiem Seneki Starszego, nie wymieniają poety w swoich pracach. Sam Seneka Starszy skupił się przy tym jedynie na działalności oratorskiej Owidiusza, nie podając wielu szczegółów biograficznych. Drobne informacje biograficzne znajdują się też w pracach późniejszego Hieronima ze Strydonu.

### Młodość i szczyt kariery
Owidiusz urodził się 20 marca 43 r. p.n.e. w Sulmonie w Abruzzach. Pochodził z zamożnego i starego rodu ekwitów, miał starszego o rok brata. W roku jego urodzenia, w ramach proskrypcji Augusta, zamordowany został Cyceron. Przyszły poeta należał więc do pokolenia, które nie pamiętało republiki rzymskiej i nie doświadczyło okrucieństw wojen domowych – kiedy rozgrywała się kończąca owe wojny bitwa pod Akcjum, Owidiusz miał 12 lat. Jego młodość przypadła na okres pokoju, zwanego pax Romana lub pax Augusta.
Uczył się w Rzymie retoryki pod okiem takich nauczycieli, jak Aureliusz Fuskus i Marek Porcjusz Latro. Szczególnie ten drugi wywarł na niego wpływ, to od niego zapożyczył wiele idei do swojej późniejszej twórczości. Studiował razem z bratem, który został retorem. Prawdopodobnie znalazł się w kręgu zwolenników Marka Korwinusa, ale jednocześnie pozostawał w przyjacielskich stosunkach z poetami, których patronem był Gajusz Mecenas. W Tristia 4.10.41–54 Owidiusz wspomina o ciepłej relacji z Propercjuszem i Horacym. Widywał również Wergiliusza i Tibullusa, którzy jednak zmarli w 19 r. p.n.e. nim Owidiusz zdołał nawiązać z nimi bliższą znajomość.
Od młodych lat interesował się poezją, jednak ojciec zniechęcał go do niej, twierdząc, że jest to zajęcie bezproduktywne i nie pozwalające się utrzymać. Owidiusz zaczął więc się przyuczać do służby publicznej, jako prawnik lub polityk, cały czas jednak zajmował się twórczością. Podobnie jak inni młodzi ekwici, odbył podróż do Aten (uznawanych za centrum kultury), gdzie uczył się filozofii, sztuki, literatury i retoryki. Podróżował również do Azji Mniejszej i Sycylii. W końcu, ok. 29–25 p.n.e. mimo dezaprobaty ojca, zrezygnował z działalności politycznej na rzecz poezji. Pierwsze jego publiczne wystąpienie miało miejsce ok. 25 r. p.n.e. (miał wtedy 18 lat). Już pierwsze jego prace spotkały się z dużą popularnością, a poeta w krótkim czasie stał się jednym z największych rzymskich elegików.
Do trzydziestego roku życia Owidiusz żenił się trzy razy. Dwa pierwsze zakończyły się rozwodem, natomiast trzecie i ostatnie okazało się trwałe. Trzecia żona pochodziła z wpływowych kręgów i należała do możnego rodu Fabiusza Maksymusa, przyjaciela Augusta i późniejszego patrona Owidiusza. Żona Owidiusza przyjaźniła się z żoną Fabiusza Maksymusa, która była kuzynką Augusta i przyjaciółką cesarzowej Liwii. Po wygnaniu, żona Owidiusza pozostała w Rzymie, prowadząc jego sprawy i dążąc (bezskutecznie) do jego ułaskawienia. Owidiusz miał córkę, prawdopodobnie z drugiego małżeństwa, która urodziła mu dwie wnuczki. Był też związany ze swoją pasierbicą, pochodzącą z wcześniejszego małżeństwa swojej trzeciej żony. Ją jedyną wymienia z imienia (lub pseudonimu) w Tristia – „Perilla”.

### Problem Korynny
Większość elegii Owidiusza ze zbioru Amores poświęcona została jego miłości do Korynny. Sam poeta nie zidentyfikował bliżej swojej kochanki, nie uczynił też tego żaden autor starożytny. W nowożytnej nauce trwa od wieków spór na temat tego, czy Korynna była postacią fikcyjną czy rzeczywistą. Wielu badaczy starało się zidentyfikować ukochaną Owidiusza, wysuwając na ten temat różne hipotezy. Współcześnie przeważa pogląd, że postać Korynny była literacką kreacją. Niewielu broni nadal tezy, że Korynna istniała rzeczywiście. Wielu komentatorów poezji Owidiusza twierdzi jednak, że pewne rysy Korynny zdają się świadczyć na rzecz tego, że kreacja ta oparta była na cechach rzeczywistej kobiety, o której w jednym z wierszy Nazo napisał, że najdłużej zajmowała miejsce w jego sercu.
Zbiory wierszy miłosnych, poświęcone jednej kobiecie, nie były nowością w Rzymie. Przed Owidiuszem Tibullus i Propercjusz opiewali swoje rzeczywiste kochanki, nie wymieniając jednak ich imion, a jedynie pseudonimy. Imię Korynna było niewątpliwie pseudonimem, który Owidiusz utworzył od greckiego kore, oznaczającego dziewczynę. Wspaniałej urodzie swojej kochanki przeciwstawił poeta negatywne cechy jej charakteru. Sława Owidiusza spowodowała, że niejedna Rzymianka podawała się później za Korynnę i twierdziła, że była ukochaną poety.

### Zesłanie do Tomi

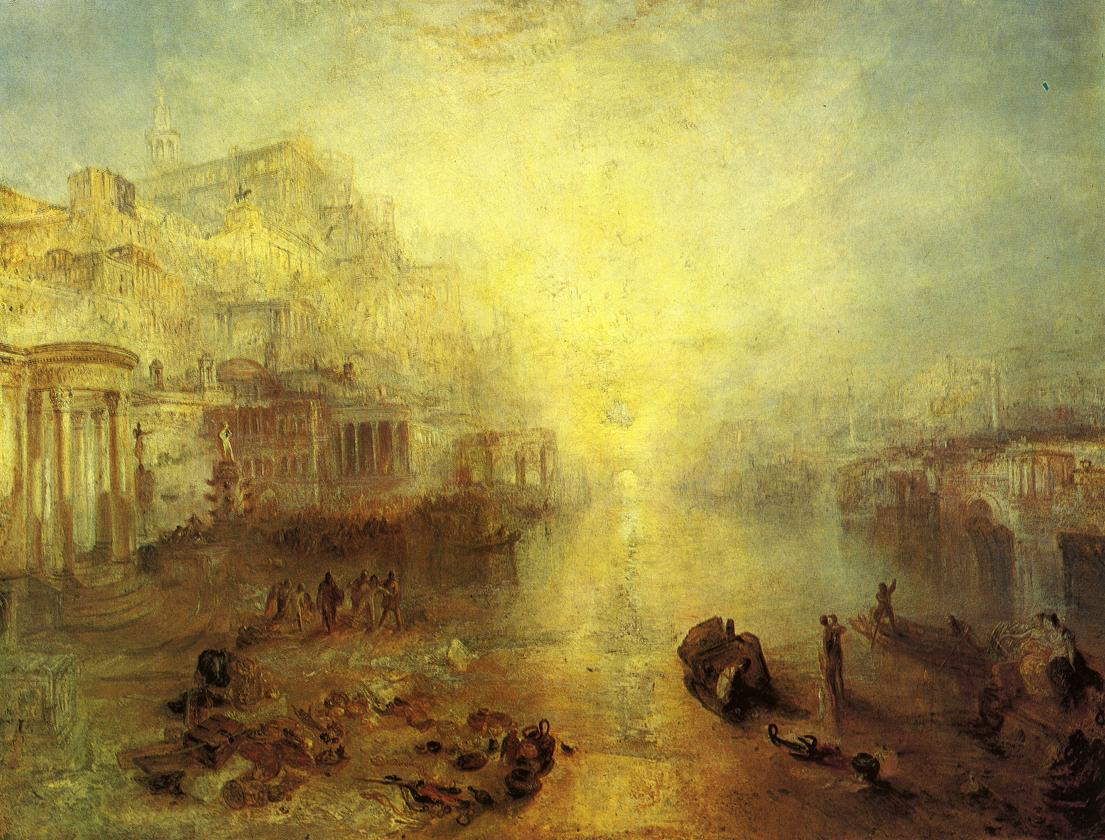
Owidiusz wygnany z Rzymu Williama Turnera (1838)

W 8 roku August wydał edykt, na mocy którego Owidiusz musiał udać się na bezterminowe zesłanie do Tomi (stgr. Τόμοι, łac. Tomis). Nie było to, z punktu widzenia formalno-prawnego, wygnanie, dla którego przestrzegający procedur cesarz musiałby uzyskać wyrok sądowy lub zgodę senatu. Edykt nakazywał relegację (relegatio) poety. Relegacja była karą porządkową, w ramach której relegowany zachowywał obywatelstwo rzymskie, prawa cywilne i majątek – nie mógł jedynie opuszczać miejsca zesłania. Edykt cesarski nie podawał powodów nałożenia kary.
Pomimo wielokrotnie podejmowanych próśb poety i jego żony, ani August, ani jego następca Tyberiusz, nie złagodzili tego wyroku. Przyczyna zesłania, z powodu braku źródeł, nie została do dziś wyjaśniona i wskazuje się m.in. skandaliczny charakter dzieł poety (szczególnie Sztuki kochania), powiązanie ze skandalem obyczajowym wokół wnuczki Augusta Julii (wygnanej w tym samym co Owidiusz roku), zmiany w podejściu Augusta do twórców pod koniec jego rządów czy uczestnictwo w spisku przeciwko Augustowi. Ponieważ podstawowym źródłem na temat wygnania Owidiusza jest jego poezja, istnieją też koncepcje, zgodnie z którymi Owidiusz nie został zesłany do Tomi, a jest to jedynie jego literacka kreacja.
Tomi, współczesna rumuńska Konstanca, była miastem na wybrzeżu Morza Czarnego, założonym w VI wieku p.n.e. przez kupców i kolonistów greckich. Funkcjonowało ono w Imperium Rzymskim jako samorządne, przygraniczne polis. Tamtejsza społeczność grecka stanowiła jednak za czasów Augusta mniejszość. Miasto zamieszkiwali głównie miejscowi Getowie, lud pochodzenia trackiego, oraz przybyli z północnego wschodu scytyjscy Sarmaci. Mieszkańcy nie znali łaciny, trudnili się głównie handlem i rzemiosłem. Teoretycznie Tomi podlegało władzy namiestnika Macedonii, a Owidiusz pozostawał nadal pod jurysdykcją prawa rzymskiego. Nie było tam jednak ani rzymskich urzędników, ani rzymskiego wojska a stosowano prawo miejscowe. Sytuacja była nieuporządkowana – na miasto napadały co kilka lat koczownicze ludy spoza limesu, niszcząc i paląc, a mieszkańcy żyli w niepewności.
W pierwszych miesiącach pobytu w Tomi Owidiusz skarżył się na fizyczne niewygody, surowy klimat i wrogość, otaczającą go ze wszystkich stron. Nie podobało mu się samo miasto i okoliczny krajobraz. Nie czuł się bezpieczny, gdyż mieszkańcy nosili broń i od czasu do czasu wybuchały zamieszki. Obawiał się napadów na Tomi, podczas których mógł zginąć lub dostać się do niewoli. Nie mógł z nikim porozmawiać, gdyż nie rozumiał lokalnych języków, natomiast miejscowi Grecy mówili niezrozumiałym dialektem. Jednak najbardziej narzekał na odcięcie od życia intelektualnego – brak książek, przyjaciół, możliwości wymiany myśli, czy życia towarzyskiego. Po około roku pobytu w Tomi Owidiusz załamał się i poważnie zachorował, leżał przez wiele tygodni pozbawiony opieki.
W drugim roku zesłania Owidiusz wyszedł z depresji i postanowił, że musi porozumieć się i współżyć z ludźmi, wśród których się znalazł. Stopniowo nauczył się miejscowych języków, zaczął wyrażać wdzięczność mieszkańcom Tomi, przede wszystkim za to, że życzliwie przyjęli wygnańca, czym – jak stwierdził – godnie dowiedli swego greckiego pochodzenia. Ta zmiana przyniosła poprawę jego położenia – senat Tomi nadał mu obywatelstwo, wkrótce podobnie postąpiły także inne okoliczne miasta. Jako obywatel Tomi wypełniał ciążące na nim obowiązki, między innymi dwukrotnie brał udział w obronie miasta przed napadami barbarzyńców, zostając żołnierzem w wieku ponad 50 lat.
Mimo tych trudności, poeta nie przestał tworzyć.

### Śmierć
Fasti zawierają wzmiankę o poświęceniu w Rzymie świątyni Janusa przy teatrze Marcellusa. Wydarzenie to odbyło się w czerwcu roku 17. Informacja o poświęceniu świątyni to ostatni znany zapis Owidiusza – końcowa korekta, której dokonał w swoim wcześniej napisanym dziele.
Zważywszy na odległość Tomi od Rzymu, Owidiusz otrzymał informację o poświęceniu świątyni Janusa kilka miesięcy po tym fakcie. Umarł więc najprawdopodobniej pod koniec roku 17 lub na początku roku 18. Miał wówczas 59 lat, z których osiem spędził na wygnaniu w Tomi. Część współczesnych badaczy jest zwolennikami hipotezy, że śmierć nie nastąpiła w sposób naturalny, ale spowodował ją jakiś akt przemocy, którego Owidiusz w ostatnich miesiącach życia obawiał się.
Swoje życie podsumował we fragmencie dopisanym do epilogu Metamorfoz: Dokonałem już dzieła, którego nie zdoła zniszczyć ani gniew Jowisza, ani ogień, ani miecz, ani trawiący wszystko czas. Niechaj ów dzień, który ma władzę tylko nad moim ciałem, zakończy, kiedy zechce, niepewny bieg mego życia. Jednak lepsza część mego „ja” wzniesie się wysoko nad gwiazdy, a imię moje zostanie niezniszczalne. Gdziekolwiek Rzym rozciąga swą potęgę nad podbitym światem, tam wszędzie będę na ustach ludu, i jeśli jest jakaś moc w przepowiedniach wieszczów, to będę żył na wieki w mej sławie.

## Twórczość

### Charakterystyka twórczości Owidiusza
Owidiusz uważał się za właściwego twórcę i mistrza rzymskiej elegii. Sam określał się mianem Wergiliusza elegii. W Lekarstwach na miłość ujął to twierdzenie słowami:
Tantum se nobis elegi debere fatentur,

quantum Virgilio nobile debet opus.
„Lecz już dzisiaj elegia zawdzięcza mi tyle,

Co Wergilemu epickie daktyle”.
Bogata twórczość Owidiusza była z jednej strony kontynuacją dzieł wcześniejszych poetów łacińskich i greckich, z drugiej zaś wprowadziła do literatury nowe formy wyrazu. Elegie (Amores) były jeszcze mocno osadzone w dotychczasowej tradycji, nawiązując do twórczości Tibullusa i Propercjusza, ale już one wykazują liczne cechy i elementy różniące je w sposób istotny od dotychczasowego dorobku poezji łacińskiej. Dzieło to było fajerwerkami humoru i puent, o jakich w Rzymie dotąd nie słyszano. W Heroidach stworzył Nazo nową formę literacką – zbiór fikcyjnych listów. Przeciwstawiając się rzymskiej tradycji poetyckiej posługiwał się ironią i dowcipem – szczyty tej formy wyrazu osiągnął w Sztuce kochania. W tych wczesnych, erotycznych utworach Owidiusza podziwiano zarówno wspaniałą technikę wersyfikacyjną, jak i zuchwałość oraz bezczelność, z jakimi poeta szydził z zasad rzymskiej moralności, elit społecznych, czy nawet z samego Augusta.
Z dotychczasową tradycją literacką zerwał ostatecznie Owidiusz pisząc Metamorfozy, dzieło które w swojej treści i formie nie miało poprzednika. Porzucił w nim swoją wcześniejszą twórczość erotyczną, a z szydercy przemienił się w piewcę rzymskiej tradycji, wspierającego politykę Augusta. Całkowicie już oryginalne są pisane na wygnaniu, pełne niespotykanego w literaturze starożytnej subiektywizmu, Żale oraz Listy z Pontu, które obok Metamorfoz staną się utworami wywierającymi przez wieki olbrzymi wpływ na rozwój poezji europejskiej.

### Chronologia twórczości Owidiusza
Ze względu na brak źródeł, dokładna chronologia twórczości Owidiusza nie jest możliwa do ustalenia. Owidiusz pisał poezję mniej więcej przez czterdzieści lat. Pod względem chronologicznym, merytorycznym i formalnym wyróżnia się trzy okresy twórczości Nazona. W pierwszym powstały utwory o treści erotycznej – dwa wydania Amores, Heroides, De medicamine faciei, Ars amatoria, Remedia amoris oraz niezachowana tragedia Medea. W drugim okresie Owidiusz napisał swoje najdłuższe dzieła: Metamorfozy i Fasti. Trzeci okres to lata wygnania w Tomi, gdzie powstały Tristia oraz Epistulae ex Ponto.
Chronologia dzieł Owidiusza jest tylko umowna. Poeta był perfekcjonistą i do końca życia poprawiał, poddawał korekcie i uzupełniał swoje wcześniejsze dzieła. Zdarzało mu się niszczyć własne rękopisy, z których treści nie był zadowolony. Amores miały za jego życia dwa wydania – w drugim przeredagował lub zmienił swoje wcześniejsze wiersze. Również Sztuka kochania miała dwa różne wydania, Heroidy Owidiusz przeredagował i poszerzył na zesłaniu w Tomi. Poprawki i uzupełnienia w Fasti dokonywał jeszcze w ostatnich dniach życia.
Ustalenie kolejności powstania utworów erotycznych Owidiusza jest przedmiotem sporów wśród badaczy, a problem ten nie został ostatecznie rozstrzygnięty. Najczęściej przyjmuje się, że młody Nazo równocześnie pracował nad trzema debiutanckimi pracami – Amores, Heroidami oraz tragedią Medea. Z tych utworów najwcześniej zostały wydane Amores. Po publikacji trzech pierwszych dzieł, Owidiusz napisał pierwotną wersję Sztuki kochania i wydał ją w dwóch księgach. Następnie pracował nad Lekarstwami na miłość oraz De medicamine faciei femineae, aby po opublikowaniu tych dwóch dzieł napisać trzecią księgę Sztuki kochania. Po wydaniu nowej wersji Sztuki kochania, powrócił Owidiusz do Amores i przygotował ich korektę. Publikacja przeredagowanych Amores zakończyła pierwszy okres jego twórczości. Nie jest to jedyna chronologia powstawania utworów erotycznych przyjmowana we współczesnej nauce.

### Pierwszy okres twórczości

#### Heroides

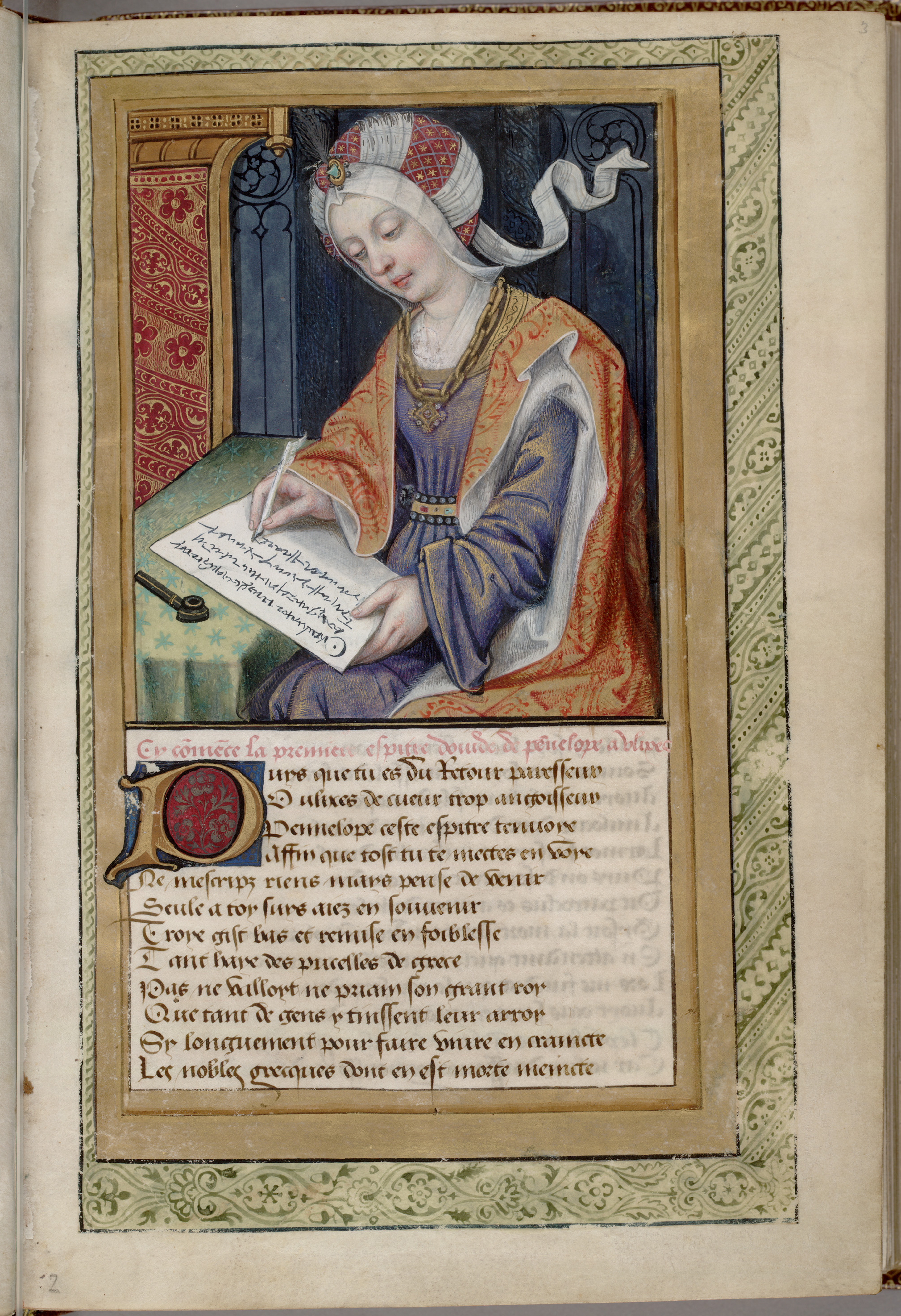
Penelopa pisze list. Iluminacja do Heroid we francuskim tłumaczeniu Octaviena de Saint Gelais (ok. 1500)

„Listy Heroin” to zbiór 21 utworów o tematyce erotycznej, ujętych w formie listów miłosnych. 14 listów pisanych jest z punktu widzenia mitologicznych heroin greckiej i rzymskiej mitologii, adresowanych do ich męskich partnerów. 15 list podpisany jest imieniem Safony (autentycznej greckiej poetki). Listy 16-21 są listami podwójnymi, pisanymi przez mitologiczne pary. Zdaniem badaczy podwójne listy pisane były później i stąd często określane są jako „Nowe Heroidy”. Co do części listów istnieje też wątpliwość, czy rzeczywiście zostały napisane przez Owidiusza.
Heroidy są pierwszym utworem Owidiusza, w którym obficie korzysta z wątków mitologicznych, łącząc je z tematyką erotyczną. Połączenie to będzie rozwijane w dalszej twórczości Owidiusza i stanie się jednym z wyróżniających rysów jego poezji. O znaczeniu Heroid zadecydowała przede wszystkim ich innowacyjna forma literacka. Forma ta spotkała się z uznaniem i naśladownictwem również wśród pisarzy późniejszych epok, np. autorów renesansowych.

### Okres środkowy
W 8 roku n.e. Owidiusz ukończył swoje największe i najambitniejsze dzieło Metamorfozy, złożony z piętnastu ksiąg poemat epicki przedstawiający mitologiczne stworzenie i historię świata. Owidiusz opowiada lub wspomina 250 rzymskich i greckich mitów zawierających motyw przemiany. W tym samym czasie pracował też nad Fasti, poematem zawierającym opis mitów związanych z ważnymi datami rzymskiego kalendarza religijnego; doprowadzony tylko do tomu szóstego (czerwca). Prace nad dziełem przerwało wygnanie Owidiusza z Rzymu.

#### Metamorphoses

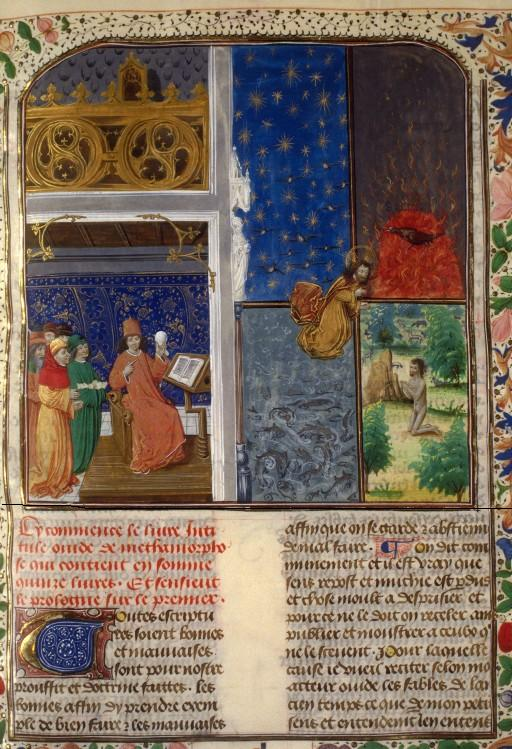
Owidiusz porównuje świat do jajka. Iluminacja z Metamorfoz (Flandria, XV w.)

Metamorfozy to najważniejsze dzieło Owidiusza, ze względu na z jednej strony oryginalność koncepcji tematycznej i struktury artystycznej, a z drugiej – ogólny poziom literacki dzieła. Jakkolwiek Owidiusz zawdzięcza sławę wszystkim swym utworom, to jednak Metamorfozy zajmują w jego twórczości miejsce szczególne, stanowiąc zarazem zjawisko wyjątkowe w literaturze rzymskiej i europejskiej, ustalając podstawową strukturę wielu historii mitycznych i będąc w wielu przypadkach, podstawowym źródłem wiedzy o nich . Jako dzieło sztuki poetyckiej dowodzą biegłości narracyjnej autora, jego inwencji, fantazji, doskonałości języka i wersyfikacji. Poemat powstał w przybliżeniu w latach 2–8 n.e., w roku wygnania Owidiusz pozostawił to dzieło bez ostatecznego szlifu. W czterowierszowym prooemium, czyli wstępie, poeta starał się możliwie jak najzwięźlej określić zarówno cel swojego poematu, jak i jego główne założenia strukturalne: utwór ten miał być chronologicznym przedstawieniem dokonujących się w świecie przemian, których sprawcami są bogowie. Podstawą struktury poematu miała być jego ciągłość (carmen perpetuum). Swoistość czy też oryginalność struktury Metamorfoz na tle całej epiki starożytnej, nie wyłączając podobnych utworów Kallimacha, wyraża się z jednej strony w częściowym odejściu od wzorów homeryckich, z drugiej – w częściowym tylko przyjęciu wzorów poezji epickiej Kallimacha. W Metamorfozach można wyróżnić trzy wielkie serie teologiczne :
- część pierwsza (ks. I-V) – obejmuje podania dotyczące najdawniejszych dziejów mitycznych, od stworzenia świata z chaosu do czasów Kadmusa i Perseusza
- część druga (ks. VI-X) – mity epoki Herkulesa
- część trzecia (ks. XI-XV) – mity trojańskie i italsko-rzymskie, wkraczające częściowo w epokę historyczną.

W Metamorfozach Owidiusz podjął próbę ujęcia całości materiału mitologicznego w system chronologiczny, tworzący quasi-historyczną strukturę poematu. Kumulowanie opowiadań mitologicznych w tym dziele odbywa się na kilku różnych zasadach: niektóre z mitów poeta grupuje wokół jednej wybitnej postaci, a niekiedy ta zasada zostaje skrzyżowana z kryterium geograficznym czy regionalnym. Innym sposobem zachowania jedności narracji jest stosowanie kryterium podobieństwa czy też kontrastu tematycznego, emocjonalnego bądź kompozycyjnego. Historie różnią się długością, a czasami jedne zawarte w drugich.

#### Fasti

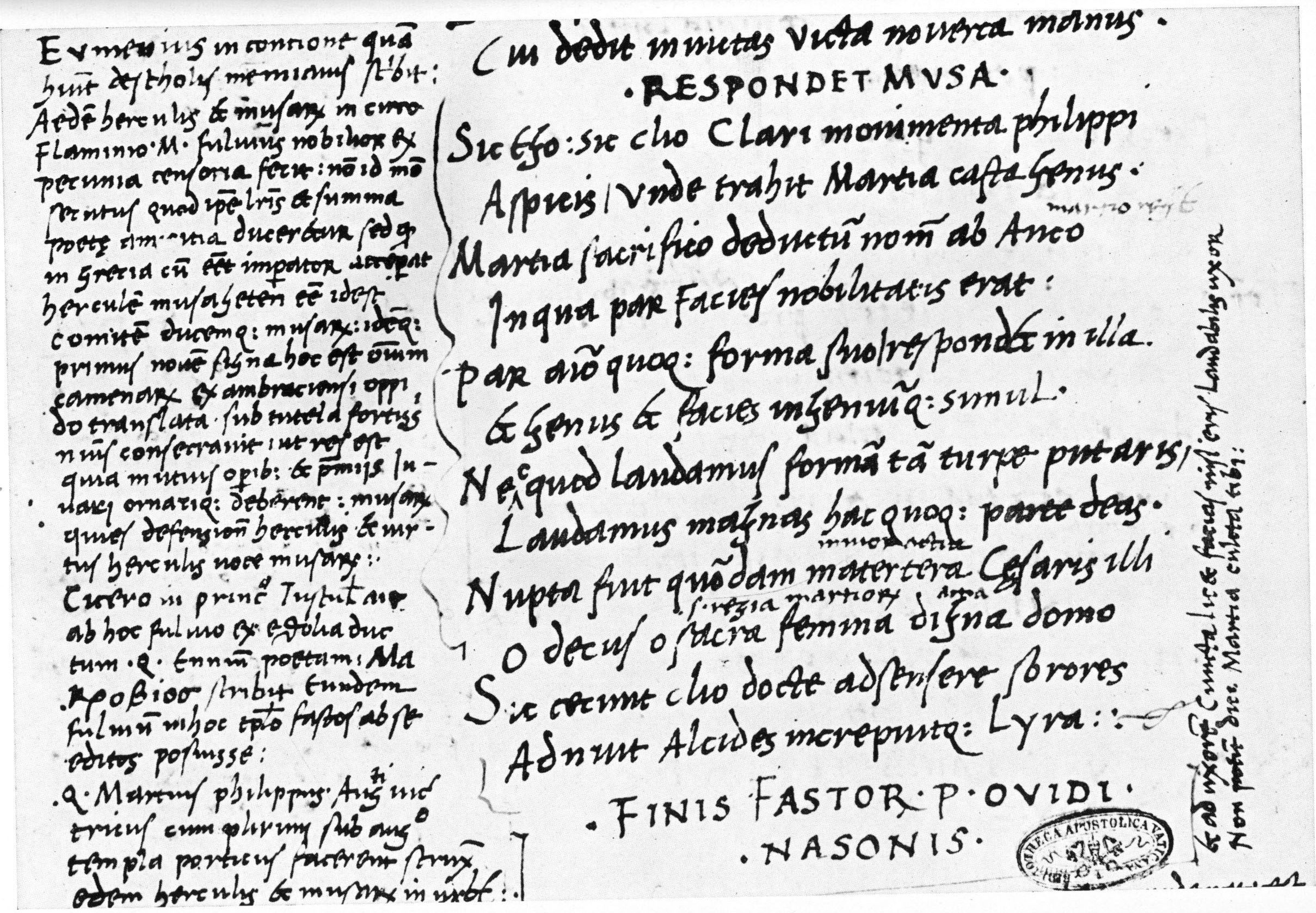
Manuskrypt Fasti wraz z komentarzem humanisty Pomponiusza Letusa (XV w.)

Nie wiadomo dokładnie, kiedy Owidiusz rozpoczął prace nad Kalendarzem, ale przerwał ją w momencie relegacji do Tomi, więc zdążył napisać jedynie sześć ksiąg, z których każda jest poświęcona jednemu miesiącowi. Pierwotnie poemat Owidiusza dedykowany był Augustowi, później jednak zmienił adresata na Germanika, bratanka przyszłego cesarza Tyberiusza. Celem poematu, którego koncepcja strukturalna opierała się na Aitiach Kallimacha, było objaśnienie genezy świąt, obrzędów, uroczystości, obchodów i rocznic uwzględnionych w kalendarzu Rzymskim. Pomimo olbrzymiej różnorodności tematycznej i stylistycznej zamieszczonych w Fasti opowiadań – Kalendarz to utwór jednolity kompozycyjnie, ujęty w ramę ogólną kalendarza rzymskiego.

### Okres zesłania
Zimą, na przełomie 8/9 roku n.e. poeta napisał pierwszy zbiór elegii wygnańczych Tristia (Żale). Następna księga powstała w 9 roku, a kolejna w latach 9–10, czwarta w latach 10–11, a ostatnia w latach 11–12. Drugi zbiór elegii, Epistulae ex Ponto (Listy znad Morza Czarnego), powstawał w dwóch etapach: księgi I – III, wydane jako całość, w 13 r.n.e., a księga IV, napisana później, w 16 r. Te dwa cykle utworów podejmują tematykę autobiograficzną, omawiając życie poety i przyczyny jego wygnania.
Twórczość Owidiusza z okresu zesłania nie ogranicza się do wymienionych wyżej zbiorów poezji. Najbardziej interesujący jest zachowany w całości elegijny poemat Ibis: na jego treść składają się przekleństwa i złorzeczenia wymierzone przeciwko anonimowemu byłemu przyjacielowi, który zamiast bronić wygnańca i ujmować się za nim, stał się oszczercą, atakuje go publicznie, nachodzi jego małżonkę, a w końcu usiłuje mu ją odebrać. Z kolei niedokończony poemat Halieutica (Sztuka rybacka), zachowany jedynie we fragmentach, dotyczył ryb, ich gatunków, zwyczajów, a także miejsc i sposobu połowów. Wreszcie przekazany w rękopisach pod imieniem Owidiusza poemat Nux (Drzewo orzechowe), uznawany przez wielu badaczy za nieautentyczny, jest skargą samego drzewa na krzywdy, jakie wyrządzają mu przechodnie, łamiąc gałęzie i strząsając owoce.

## Forma poetycka
Poezja Owidiusza jest w swojej formie jasna i zwięzła. Autor tworzył najczęściej zdania krótkie, lecz pełne treści. Ten styl odróżnia najbardziej poezję Nazona od utworów Wergiliusza czy Horacego, którzy preferowali stosowanie długich, wielokrotnie złożonych zdań obejmujących wiele wersów. U Owidiusza krótkie zdania nie są połączone między sobą gramatycznie, a jedynie merytorycznie.
Poeta starał się zazwyczaj zawrzeć zdanie w jednym wersie. Kiedy nie mógł uniknąć zastosowania zdania złożonego, najchętniej łączył poszczególne części składowe parataktycznie, przede wszystkim przy pomocy spójników et („i”) oraz que („że”). We fragmencie Metamorfoz zastosował sześć takich połączeń w czterech i pół wersach. W tychże Metamorfozach Owidiusz opisuje świat zalany przez wodę w czasie potopu za pomocą wielu, celowo jak najkrótszych zdań:
Omnia pontus erant, deerant quoque litora ponto.
„Wszędzie morze, morze bez brzegów, bez kresów”.
Tradycyjnie uważa się, że umiejętność jasnego i zwięzłego formułowania myśli zawdzięczał Nazo wykształceniu retorycznemu. Potrafił przenieść stosowane do prozy zasady konstruowania artystycznej wypowiedzi – wyrażającej stanowisko, pogląd czy opinię – w formę poetycką. Z retoryki Owidiusz zapożyczył między innymi zestawianie obok siebie tez i antytez, grę dźwięków i znaczeń w krótkich, sąsiadujących ze sobą zdaniach. Te środki służyły mu np. do wzmocnienia stopnia efektywności tragizmu przez nagromadzenie okropności, stopniowanie napięcia i stosowanie hiperbolicznych przejaskrawień.
Krytykiem stylu Owidiusza był Kwintylian. W napisanym pod koniec I wieku Kształceniu mówcy stwierdził, że retoryczne uzdolnienia Owidiusza wyrodziły się w wadę literacką, gdyż nie towarzyszył poecie rozsądek. Kwintylian uważał Owidiusza za poetę manierystycznego, który pisał niezgodnie z regułami i nadużywał puent. Manieryzm Owidiusza podsumował Kwintylian słowami: nimium amator ingenii sui, laudandus tamen in partibus.
Część współczesnych badaczy odrzuca tradycyjną koncepcję retorycznych źródeł stylu Owidiusza. Są oni zdania, że jasność i zwięzłość poezji Nazona wywodzi się z epigramu i była twórczym rozwinięciem tej prostej formy literackiej w oparciu o elementy zapożyczone z elegii wcześniejszych autorów oraz prostych dialogów komediowych z wystawianych w rzymskich teatrach sztuk, zwłaszcza Plauta.
Ponieważ Owidiusz umiejętnie formułował myśli w lapidarnych wyrażeniach i krótkich zdaniach, to bardzo wiele cytatów z jego poezji stało się wspólną własnością literatury światowej. Aż do XIX wieku komentatorzy i recenzenci poezji Nazona piękno jej formy upatrywali właśnie w tym, że była sententiarum floribus repletus (wypełniona zbiorami sentencji). Te krótkie zdania z poezji Owidiusza bardzo trudno przełożyć na inne języki. Do przykładów należały: Intrat amor mentes usu, deduscitur usu – Miłość z przyzwyczajenia wkrada się do naszych serc, z przyzwyczajenia też jej się oduczamy (Lekarstwa na miłość 503), Lis est cum forma magna pudicitiae – Wielka się toczy zwada pomiędzy urodą a wstydliwością (Heroidy XVI, 290), Res est soliciti plena timoris amor – Miłość to rzecz pełna dręczącej obawy (Heroidy I, 12), Nitimur in vetitum semper cupimusque negata – Zawsze dążymy do rzeczy niedozwolonych i pragniemy tego, czego nam się zabrania (Elegie III, 4, 87).
Metrum Owidiusza było gładkie, potoczyste i pełne muzycznej harmonii zdolnej wyrazić różne nastroje. Wszystkie zachowane jego dzieła, poza Metamorfozami, napisane zostały dystychem elegijnym. Jedynie w Metamorfozach Nazon użył heksametru, w większości tekstu heksametru daktylicznego.
Charakterystyczną cechą stylu Nazona było powtarzanie, dosłownie lub z niewielkimi zmianami, w obrębie jednego dystychu grupy wyrazów. Najczęściej wyrazy początkowe heksametru powtarzają się na końcu pentametru, jak w otwierających wersach Elegii IX:
Militat omnis amans, et habet sua castra Cupido.
Attice, crede mihi, militat omnis amans.

## Recepcja

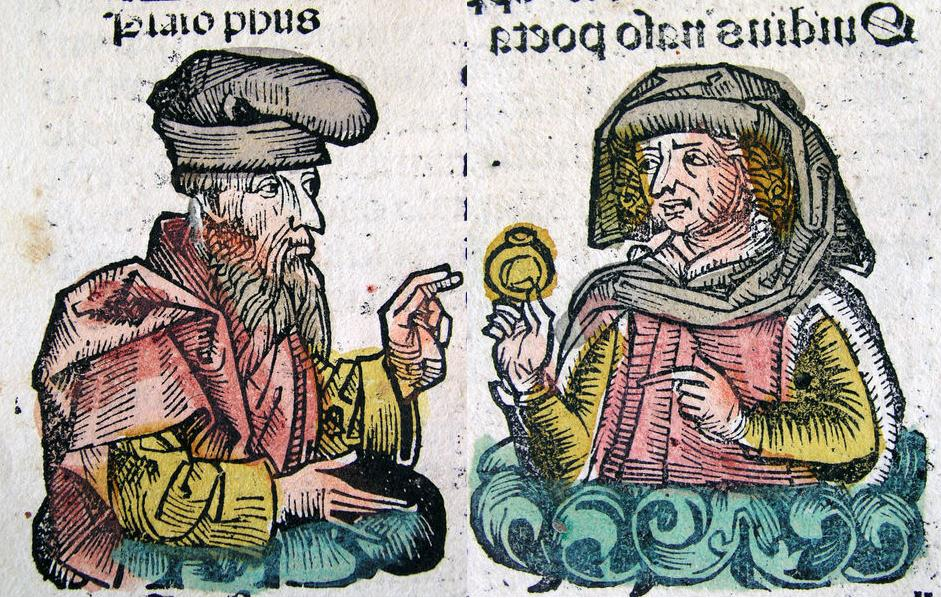
Owidiusz obok Platona na drzeworycie z Liber chronicarum (1493)

### Problem badawczy
Recepcja twórczości Owidiusza jest bardzo obszernym i skomplikowanym problemem badawczym, podejmowanym przez współczesną naukę. Dzieła Nazona oddziaływały bowiem przez wieki w sposób znaczący nie tylko na poezję i kulturę światową, ale także na filozofię, teologię, politykę czy mentalność społeczną oraz przemiany obyczajowe. Ślady wpływów poety są obecne w każdej epoce i wszystkich krajach, które czerpały wzorce z klasycznej łaciny, a tezy i opowieści z jego dzieł są przywoływane współcześnie, najczęściej jednak bez świadomości, że pochodzą one od Owidiusza – dotyczy to szczególnie różnych opracowań mitologii.

### Poezja
Owidiusz był niezwykle popularnym autorem jeszcze za życia. Świadectwem tego są – poza uwagami samego poety – zachowane przekazy Seneki Starszego i Kwintyliana, a także informacja o wystawieniu w rzymskim teatrze scen pantomimicznych opartych na utworach poety. Poświadczają tę popularność odkryte przez archeologów w Pompejach liczne cytaty z dzieł Nazona, wymalowane na ścianach domów i różnych przedmiotach – w liczbie skatalogowanych napisów pompejańskich Owidiusz ustępuje jedynie Wergiliuszowi.
W europejskiej tradycji przyjęła się ocena Dantego, który przyznał Owidiuszowi trzecie miejsce w panteonie poetów łacińskich – po Wergiliuszu i Horacym, a czwarte miejsce w panteonie poetów światowych, gdyż wyprzedził go jeszcze Homer. Alighieri umieścił Nazona w Piekle, gdzie Wergiliusz przedstawił go słowami:
Quelli è Omero poeta sovrano;

L’altro è Orazio satiro che viene;

Ovidio è il terzo, e l’ultimo Lucano.
„To król poetów, Homer, ten, co oczy

Ma uśmiechnięte, mistrz satyr Horacy,

Owidiusz trzeci; Lukan czwarty kroczy”.

### Gender

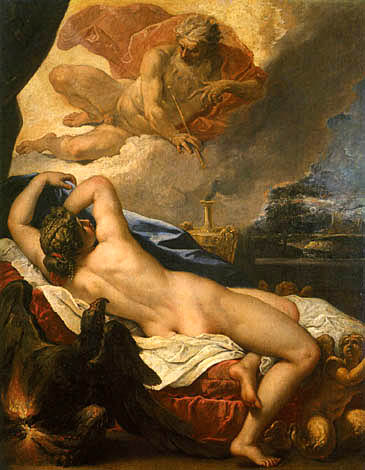
Jowisz i Semele – obraz olejny Sebastiano Ricciego z 1695 roku

#### Konflikt między płciami
Owidiusz jest prawdopodobnie najczęściej przytaczanym pisarzem starożytnym w ramach badań gender studies i gender history. Uczeni tego nurtu szeroko sięgają do dzieł Nazona, nie tylko erotycznych, ale także Metamorfoz, Fasti oraz utworów napisanych na zesłaniu. Cała twórczość Owidiusza związana jest – zdaniem tych badaczy – z problematyką płci. Napisano liczne prace naukowe omawiające poszczególne utwory, jak również całość poglądów poety na tę problematykę oraz wpływ Owidiusza na postrzeganie roli kobiet i mężczyzn w kulturze europejskiej.
Krytycy genderowej interpretacji Owidiusza są zdania, że dzieła Nazona były bardzo szczególnym typem literatury i nie należy dopatrywać się w nich odzwierciedlenia rzeczywistości społecznej czy poglądów samego autora. Poezja Owidiusza była grą literacką, tworzyła odrębny świat z własnymi wzorcami. Dlatego – zdaniem tych badaczy – fikcyjna rzeczywistość wykreowana w wierszach Nazona była bardzo odległa od obyczajów i zasad obowiązujących w ówczesnym świecie, a także od życia prywatnego autora. Poezja ta nie może więc być podstawą do wysuwania wiarygodnych wniosków na temat starożytnych obyczajów, zasad i poglądów związanych z płcią.
W swojej poezji Owidiusz definiował różnice między płciami w metaforyce konfliktu zbrojnego. Krew jest najczęściej u niego odpowiednikiem seksualności. Według popularnej metafory Nazona, ludzkość to żołnierze miłości (militia amoris) a każdy jest bojownikiem w wojnie między płciami (militat omnis amans). O ile w utworach erotycznych przemoc między płciami miała charakter psychiczny, a dominującą stroną były kobiety, to w późniejszych dziełach przemoc ta została zdefiniowania w kategoriach przemocy fizycznej. W tekstach Metamorfoz i Fasti Owidiusz opisał kilkadziesiąt brutalnych gwałtów.
Obie płcie Owidiusz określał poprzez ich uis – moc seksualną. Wyraźne rozgraniczenie płci, podkreślenie specyfiki każdej z nich, równe ich traktowanie oraz wizja historii ludzkości jako walki między kobietami a mężczyznami, weszły na trwałe do kultury europejskiej i stały się, na przykład, fundamentem ruchów feministycznych XX wieku – jednak bez świadomości, że te podstawowe twierdzenia pochodzą od Owidiusza.
Sam poeta podchodził często do powyższych, własnych tez z humorem i ironią, jak w wierszach o Semele, która prosiła Jowisza, aby odbył z nią stosunek seksualny w swojej prawdziwej postaci. Bóg uległ uis Semele, jednak mimo zastosowania wielu środków ostrożności, szczytując Jowisz nie był w stanie kontrolować własnej uis i – jak to ujął poeta – spalił Semele na chrupki.

#### Tożsamość płciowa i transseksualizm

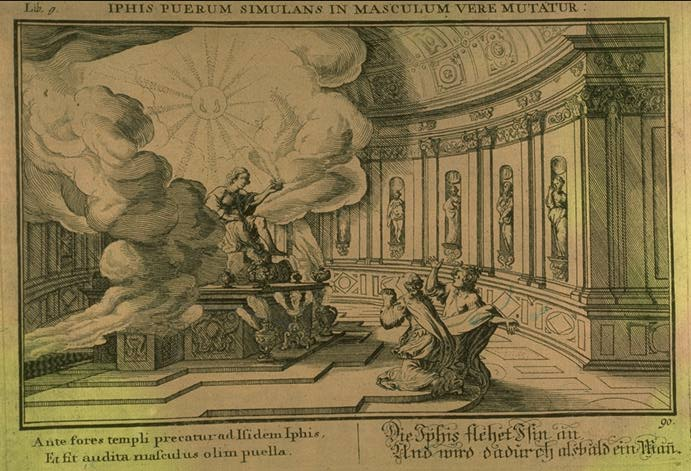
Izyda zmienia płeć Ifis – ilustracja do Metamorfoz z 1703 roku

Problem identyfikacji seksualnej, we współczesnym rozumieniu tego pojęcia, nie występował wcześniej w literaturze starożytnej. Owidiusz wprowadził do kultury między innymi zjawiska transseksualizmu, transgenderyzmu czy androgynii. Najbardziej popularną przez wieki opowieścią Nazona o dorastaniu i płciowej tożsamości, rozwijaną przez późniejszych pisarzy w różnych wariantach, była historia Ifis z Metamorfoz. Przed jej narodzeniem ojciec rozkazał zabić dziecko, gdyby okazało się dziewczynką. Matka zdołała uratować Ifis i wychować na chłopca. Jako nastolatka Ifiz miała ożenić się, a do tego zakochała się w dziewczynie, którą wybrał jej ojciec. Problemem był fakt, że zarówno narzeczony, jak i narzeczona były kobietami. Sytuację uratowała bogini Izyda, która przed ślubem zamieniła Ifis w mężczyznę.
Wiersze Owidiusza o Ifis były przez wieki interpretowane jako przedstawienie niepokojów, które podczas dorastania towarzyszą konieczności identyfikacji z obowiązkami własnej płci, zwłaszcza męskiej. Podobną wymowę miały inne opowieści Nazona – o Faetonie, Penteuszu, Akteonie, Hermafrodycie a przede wszystkim o Narcyzie, Myrze oraz Byblis.
Owidiusz zamieniał też celowo role w tradycyjnym rzymskim podziale płciowym, w którym wyróżniano tych, którzy penetrują i te, które są penetrowane. W Amores poeta opowiedział o tym, jak trafiła go strzała Kupidyna, którą został „spenetrowany”. Ranny i bezbronny poddać się musiał temu, co określił jako gwałt dokonany na nim przez kobietę. Fragment ten stał się przyczynkiem do trwającej kilka stuleci dyskusji nad tożsamością płciową samego Owidiusza. Był on wszak pierwszym mężczyzną, który napisał dzieło literackie jako kobieta – w Heroidach podmiot elegijny jest bowiem płci żeńskiej.

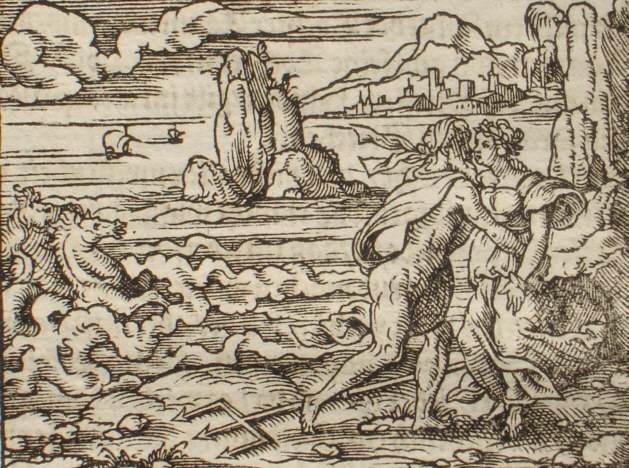
Neptun gwałcący Caenis – ilustracja do Metamorfoz z 1581 roku

Do transseksualnych tekstów Owidiusza, które od średniowiecza oddziaływały w sposób znaczący na europejską myśl na temat płci, należał fragment Metamorfoz opowiadający o losach Caenis. Była ona dziewicą, która została brutalnie zgwałcona przez Neptuna. Jako rekompensatę zażądała od boga, by ten zamienił ją w mężczyznę – tak, aby więcej nie spotkała się z podobnym cierpieniem. Neptun spełnił prośbę kobiety i zmienił płeć Ceanis. Jako dodatkową rekompensatę, Neptun uczynił Ceaneusa odpornym na broń i miłość. Równie często przytaczana była opowieść z Fasti o Attisie. Boginię Kybele łączyło z Attisem czyste uczucie. Attis ślubował spędzić całe życie w celibacie, jednak złamał tę obietnicę skuszony seksualnie przez jedną z nimf. Zrozumiawszy swój błąd postanowił porzucić męskość i zostać kobietą – dokonał samokastracji.

#### Biseksualizm
W swoich wierszach Owidiusz wyrażał wielokrotnie biseksualizm, opisując pociąg płciowy zarówno do mężczyzn, jak i kobiet. Szczególną rolę w późniejszym rozwoju literatury, zwłaszcza średniowiecznej poezji homoseksualnej, odegrał fragment Elegii, w którym Nazo wyraził pogląd, że miłość może mieć charakter albo homoseksualny, albo heteroseksualny (Amores I, 1, 20):
Aut puer aut longas compta puella comas.
„Niech to będzie chłopiec albo dziewczyna o pięknych, długich włosach”.

### Religia
Metamorfozy i Fasti były przez wieki i są nadal podstawowym źródłem dla odtworzenia religii starożytnych Rzymian oraz ich mitologii. Przez wiele lat trwał w nauce spór na temat wiarygodności informacji zapisanych – w formie poetyckiej – przez Owidiusza. Spór ten uważa się współcześnie za rozstrzygnięty. Badania wielu uczonych wykazały, że Nazo przekazał, w sposób niezwykle skrupulatny i rzeczowy, prawdziwe informacje o religii rzymskiej – zarówno z jej okresu archaicznego, jak również zhellenizowanego i zorientalizowanego.
W średniowieczu dzieła Nazona były uważane za encyklopedię starożytnych religii i mitologii. Trzeba było znać Owidiusza, w przeciwnym razie nie można było zrozumieć ani literatury starożytnej, ani starożytnej filozofii. Każda większa biblioteka posiadała przynajmniej egzemplarz Metamorfoz, za pomocą których objaśniano znaczenie dawnych tekstów. Stąd też ślady lektury dzieł Owidiusza są obecne u niemal każdego autora średniowiecznego.
Poezja Owidiusza wpłynęła w starożytności i średniowieczu na proces desakralizacji religii rzymskiej. Nazon był pierwszym pisarzem łacińskim, który konsekwentnie opisywał bogów w wymiarze ludzkim. W jego poezji bogowie odznaczają się tymi samymi wadami, które są udziałem Rzymian, prowadzą tryb życia arystokracji, z którą dzielą podobne maniery. Nie górują nad ludźmi żadnymi wartościami moralnymi, różnią się od nich jedynie nieśmiertelnością i urodą. Owidiusz sklasyfikował nawet bogów na wzór społeczeństwa rzymskiego, gdyż podzielił ich na bogów większych i mniejszych – nobiles oraz plebs. W ten sposób Nazon przyczynił się w sposób decydujący do uznania w nowożytnym piśmiennictwie wierzeń rzymskich nie za religię, ale mitologię. Ten obraz wierzeń starożytnych Rzymian skorygowały dopiero badania XIX i XX-wiecznych uczonych.

### Filozofia i teologia
Owidiusz wyprowadził swoją kosmogonię z opisu chaosu, w którym zimno walczyło z gorącem, wilgoć z suszą, miękkie z twardym lub ciężkie z lekkim. Poeta nie rozstrzygnął, czy starcie to, które doprowadziło do powstania świata, rozstrzygnął bóg, czy też natura: Hanc deus et melior litem natura diremit („Bóg jakiś ziemię rozdzielił lub jeszcze łaskawsza natura“). Pomimo tego poezja Owidiusza uzyskała w późnej starożytności i średniowieczu akceptację doktrynalną, ze strony chrześcijańskich pisarzy, dzięki zastosowaniu do niej interpretacji alegorycznej. Odnajdywano w niej przede wszystkim kosmologię i kosmogonię, która szczególnie harmonizowała ze średniowiecznym platonizmem. Jednakże to dzięki poezji Owidiusza, w literaturze europejskiej okresu średniowiecza i późniejszej, ciągle powracał wątek łączenia spekulacji kosmologicznych z seksualizmem, obcych zarówno chrześcijaństwu, jak i platonizmowi.
Średniowieczni poeci naśladowali styl pogańskiego pisarza, we własnej poezji wyrażającą teologię i filozofię chrześcijańską. Stosowali w tym celu, za Nazonem, jako miarę wierszową dystych elegijny. Zjawisko to zwane było poetyką teologiczną. Za mistrza naśladowania Owidiusza w tym stylu uchodził na początku XIV wieku Alberto Mussat, który uważał się za teologa–poetę. Kontynuatorem Mussata był Petrarka, który uzasadnił naśladownictwo poezji Owidiusza w jednym ze swoich tekstów teoretycznych: Teologia jest poezją, która pochodzi od Boga. Kiedy Chrystusa nazywa się lwem, to znowu barankiem czy robakiem – cóż to jest, jeśli nie poezja? Czymże są przypowieści Zbawiciela, jeśli nie alegoriami? Owszem, na inny temat. Któż temu przeczy? Biblia traktuje o Bogu i o sprawach ludzkich, poezja zaś o bogach i ludziach; dlatego też czytamy u Arystotelesa, iż poeci pierwsi zajmowali się teologią. Petrarka i jego kontynuatorzy ostro atakowali suchy język scholastyki, zwłaszcza tomistów, uznając za literacki wzór dyskursu filozoficznego m.in. Metamorfozy.
Przełomowe znaczenie dla kultury europejskiej miało opublikowanie w drugiej połowie XIV wieku Genealogii bogów Boccaccia, dzieła zawierającego alegoryczną interpretację starożytnych religii i mitologii w oparciu głównie o dzieła Owidiusza. Praca Boccaccia cieszyła się długo wielką popularnością i przyczyniła się w sposób decydujący do rozbudzenia wśród humanistów zainteresowania nie tylko antyczną religią, ale także twórczością Owidiusza. Boccacio, jako kontynuator dzieła Owidiusza, uważał się za filozofa oraz teologa – atakował język nie tylko tomistów, ale także Ockhama czy Dunsa Szkota. Rozszerzył on tezę Petrarki – według niego nie tylko teologia jest poezją, ale poezja jest teologią.
Za Petrarką i Boccaciem, XV i XVI-wieczni pisarze odrzucili suchy żargon scholastyki, który więcej ziewał niż mówił i doszli do przekonania, że posługiwanie się pięknym językiem, wzorowanym w poezji na Owidiuszu, a w prozie na Cyceronie, jest obowiązkiem uczonych. Teza, że poglądy filozoficzne i teologiczne powinny być także wyrażane za pomocą poezji, jak u Nazona, przejawiała się odtąd w literaturze i nauce europejskiej. Wyraził tę myśl na przykład William Szekspir w Poskromieniu złośnicy:
Let’s be no stoics nor no stocks, I pray;

Or so devote to Aristotle’s ethics,

As Ovid be an outcast quite abjured.
„Niech nas stoicyzm w drewno nie przemienia,

A dla miłości Arystotelesa

Nie wyrzekajmy się i Owidiusza.”.
XX-wieczni neotomiści próbowali znaleźć w swym systemie miejsce dla teologii właśnie w poezji. Jacques Maritain, analizując dzieła Owidiusza i krytykę średniowiecznego tomizmu, jaką wyraził Petrarka, zanegował pojęcie czystej sztuki. Jego zdaniem gdy sztuka pragnie istnieć sama dla siebie, traci kontakt z rzeczami, którymi się żywi – filozofią i teologią – i przestaje być sztuką. W pracy Frontières de la poèsie z 1935 roku postawił za Owidiuszem tezę, że la poèsie est ontologie („poezja jest ontologią”).

### Polityka
Już Wergiliusz pojmował panowanie starożytnego Rzymu jako misję uniwersalną, gdy pisał o imperium sine fine (Eneida I, 278). To jednak Owidiusz utożsamiał jako pierwszy orbis (świat) z urbs (miastem), a także miasto ze światem. Najstarszy zapis tej myśli Nazona znalazł się na kartach Ars Armatoria: atque ingens orbis in Urbe fuit (Sztuka Kochania I, 174). Idea Owidiusza w czasach Konstantyna Wielkiego została przekształcona w formułę urbi et orbi, współcześnie ciągle żywą w papieskim błogosławieństwie. Koncepcja uniwersalistycznego państwa, którą wyrażał Owidiusz, przetrwały bowiem po upadku Rzymu w uniwersalistycznych dążeniach Kościoła.

### W Polsce

#### Średniowiecze
W Polsce pierwszym, który wykazywał znajomość dzieł Owidiusza, był na początku XII wieku Gall Anonim. Erudycja geograficzna tego średniowiecznego kronikarza opierała się przede wszystkim na dziełach rzymskiego poety – z ich pomocą opisał on położenie poszczególnych krajów i ludów Europy wschodniej. Wiedzę tę nabył Gall z poezji Nazona przed przybyciem do Polski, a ponieważ na miejscu nie mógł zweryfikować zapamiętanych informacji w rękopisach dzieł Owidiusza, zdarzały mu się pomyłki. Na przykład nazywając Bałtyk Mare Septentrionale vel Amfitrionale, Gall zamiast fragmentu Metamorfoz dotyczącego bogini Amfitryty, przytoczył opowieść o królu Tyru Amfitrionie.
Anonim wprowadził też do historii Polski, opierając się na Żalach, naród Sarmatów. W ten sposób Owidiusz stał się erudycyjną podstawą dla późniejszej ideologii sarmatyzmu. Gall utożsamił jednak Sarmatów z Getami, mimo że u Owidiusza oba te etnonimy – wymieniane wielokrotnie – odnoszą się do innych ludów, np.: Sarmaticae maior Geticaeque frequentia gentis (Żale V, 7, 10).
Równie dobrą jak Gall orientację w twórczości Owidiusza na początku XIII wieku przejawiał Wincenty Kadłubek. W swojej Kronice przytaczał nie tylko Metamorfozy i Żale, ale także – jako pierwszy w Polsce – Sztukę kochania. Zacytował ją nawet w księdze pierwszej bezpośrednio: wszak prawem jest najsprawiedliwszym, gdy sprawców zbrodni ich własna zbrodnia zabija (Kronika polska I, 5; Sztuka kochania I, 655-666).
Znajomość Owidiusza była powszechna wśród polskich pisarzy średniowiecznych. Twórczość Nazona oddziałała np. na poezję Adama Świnki. Dzieła Owidiusza były czytane w szkołach katedralnych, a przynajmniej od 1449 roku wykładane na Akademii Krakowskiej. Spisy lektur tej uczelni za lata 1487–1563 wymieniały wszystkie utwory Owidiusza, poza erotycznymi. W XV wieku powstał w Krakowie anonimowy komentarz do Metamorfoz zatytułowany Fabulae mythologicae explicatae ex Ovidio.

#### Nowożytność

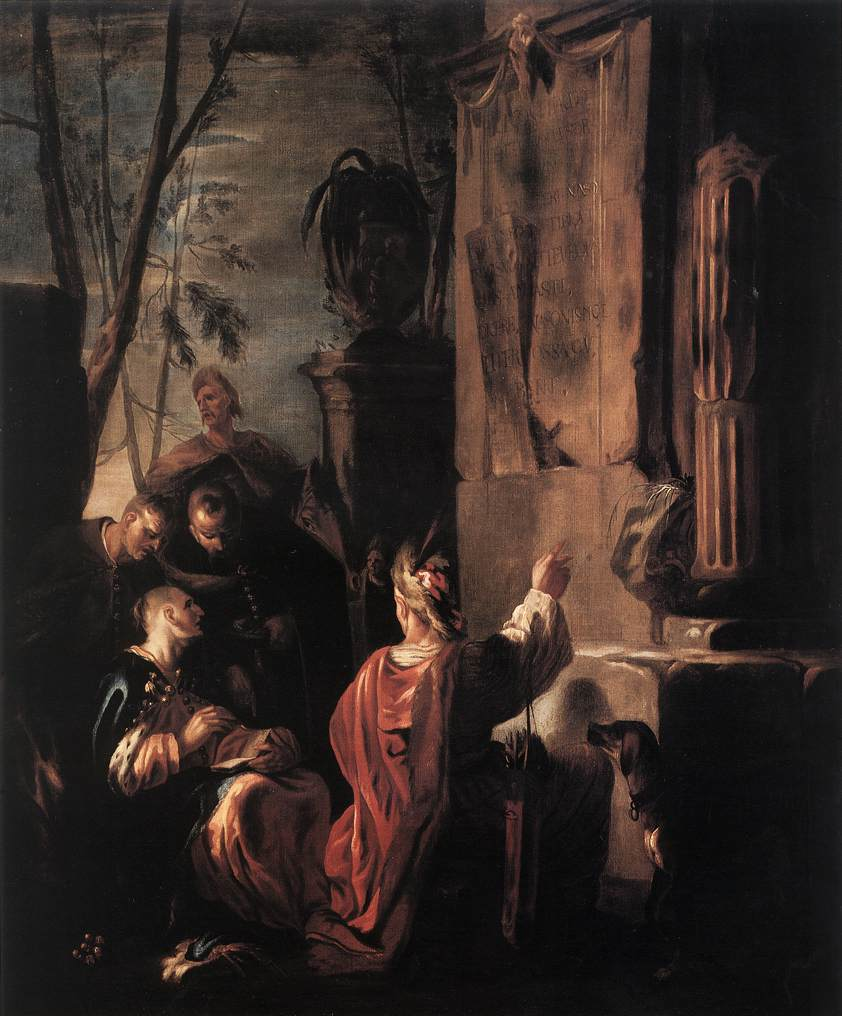
Sarmaci przy grobie Owidiusza. Johann Heinrich Schönfeld (ok. 1653)

Z XVI wieku pochodzi legenda, zgodnie z którą Owidiusz zmarł nie nad Morzem Czarnym, ale na Polesiu, wśród Sarmatów. Jej źródłem jest prawdopodobnie napis nagrobny odnaleziony nad Cną, w okolicach Kożangródka, a mówiący o niesprawiedliwym wygnaniu poety i pragnieniu bycia pochowanym w rodzinnych stronach. Odwoływało się do niej wielu twórców, m.in. Władysław Syrokomla, Benedykt Chmielowski, Adam Tadeusz Naruszewicz.
Z 1653 pochodzi też obraz Johanna Heinricha Schönfelda przedstawiający Sarmatów przy grobie Owidiusza, przedstawionych przez artystę, zgodnie z konwencją epoki, w stroju polskim (delie i żupany).
Dla polskich pisarzy okresu zaborów Owidiusz stał się symbolem poety–wygnańca, cenzurowanego i usuwanego z ojczystych bibliotek. Wpływ Nazona, zwłaszcza Żalów i Listów z Pontu, zaznaczył się szczególnie w twórczości Adama Mickiewicza i Cypriana Kamila Norwida. Ten drugi twierdził, że poezja polska była twórczą kontynuacją dzieła Owidiusza i nazywał starożytnego autora pierwszym poetą sarmackim. W Rzeczy o wolności słowa Norwid ujął to twierdzenie w następujący sposób:
Augusta wiek, tak zwany złotym, promienieje,
Wszelki pracownik pióra iści swe nadzieje.
Jakkolwiek do dziś jeszcze nie znamy przyczyny,
Dla której Owid smętne nawiedził równiny,
Bez zielonego lauru, lecz w burce tułackiej,
Ani gdzie zmarł ów pierwszy poeta sarmacki.
Podobnie jak w zakresie zaborów, w czasach PRL Owidiusz stał się symbolem pisarza prześladowanego przez władzę. W 1969 roku Jacek Bocheński opublikował powieść biograficzną Nazo poeta, w której życie Owidiusza pod rządami Augusta były kostiumem historycznym dla opisania losów intelektualistów polskich pod dyktaturą komunistów i Władysława Gomułki.
Pod przykrywką Owidiusza w roli poety wygnańca stawia siebie Jacek Kaczmarski w wierszu Starość Owidiusza, gdzie przedstawia metaforycznie swoje życie na emigracji i tęsknotę do ojczyzny, do której nie może wrócić, przez Augusta – czyli komunistów.

### Cenzura

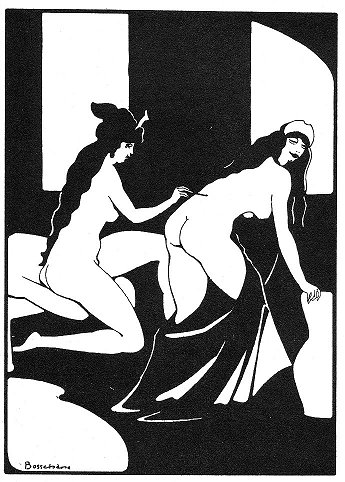
Ilustracja Jeana de Bosschere do Sztuki kochania (1930)

Utwory Owidiusza, w szczególności o treści erotycznej, były wielokrotnie cenzurowane. Sam Owidiusz sugeruje w Tristia 3.1 oraz w Epistulae ex Ponto, że jego dzieła zostały po wygnaniu usunięte z publicznych bibliotek, a prywatne kopie były ukrywane. Brak jednak niezależnych źródeł potwierdzających te informacje. W średniowieczu Owidiusz należał do jednego z najbardziej uznawanych autorów, powszechnie czytanych i kopiowanych. Najczęściej były to jednak utwory nieerotyczne lub poddane umoralniającym przeróbkom (np. XIV-wieczna anonimowa adaptacja Metamorfoz L’Ovide moralisé). Aż do XX wieku Owidiusz będzie obecny w szkolnych wypisach z klasycznej literatury jedynie w postaci takich starannie dobranych, moralnie nienagannych fragmentów.
Okresowo, utwory Owidiusza podlegały ostrzejszym represjom. W 1497 Savonarola spalił na stosie w Wenecji Ars amatoria. W 1564 dzieło trafiło na trydencki Indeks ksiąg zakazanych, a w 1599 angielskie tłumaczenie Christophera Marlowe’a (wraz z Amores) zostało spalone w Londynie z polecenia biskupa Canterbury. Sztuka kochania była cenzurowana aż do początku XX wieku. W 1904 została zakazana przez Stowarzyszenie Bibliotek Amerykańskich. W 1929 znajdowała się na liście książek, których przywóz przez granicę do Stanów Zjednoczonych był zakazany, a także została zakazana w placówkach publicznych przez radę miasta San Francisco. W 1937 roku rząd III Rzeszy usunął lekturę dzieł Owidiusza z programu nauczania niemieckich liceów, gdyż była ona niezgodna z edukacją humanistyczną w państwie narodowosocjalistycznym.

## Pośmiertna rehabilitacja
W 2008 roku w Sulmonie, miejscu urodzenia Owidiusza, odbyło się symboliczne uniewinnienie poety. W grudniu 2017 roku rada miejska Rzymu zrehabilitowała Owidiusza i zdecydowała anulować postanowienie Oktawiana Augusta o wygnaniu.

## Publikacje

Metamorphoses (wyd. 1643)

Utwory podane są w porządku alfabetycznym. Daty ich powstanie są niepewne i są rekonstrukcją historyków literatury. Podano również daty polskich tłumaczeń.
- (zaginione) Amores – pierwsza wersja w trzech księgach, powstałe ok. 16 r.p.n.e.
- Amores – wersja druga w trzech księgach – zbiór elegii erotycznych, powstałe po 16 r.p.n.e.

- (pl) 1786 Owidyusza Nazona Elegii miłosnych tłomaczenie: xiąg trzy, tłum. Benedykt Hulewicz;
- (pl) 2001 Elegie, tłum. Elżbieta Starek;

- Ars amatoria lub Ars amandi – poemat o miłości w praktycznych jej aspektach w trzech księgach. Księgi 1-2 powstałe ok. 1 r.p.n.e., księga trzecia powstała później.

- (pl) 1922 Kunszt miłosny, tłum. Jerzy Rościszewski;
- (pl) 1922 Sztuka kochania, tłum. Julian Ejsmond;
- (pl) 2008 Sztuka kochania, tłum. Ewa Skwara;

- Epistulae ex Ponto – wierszowane listy do przyjaciół napisane na wygnaniu (4 księgi). Księgi 1-3 powstały w 13 r.n.e., księga 4 wydana pośmiertnie.

- (pl) 1802 Listy z Pontu (w: Owidego Nazona wiersze na wygnaniu pisane), tłum. Jacek Przybylski;
- (pl) 2003 Elegie wygnańcze. Wybór, tłum. Elżbieta Wesołowska

- Fasti – opis mitów związanych z ważnymi datami rzymskiego kalendarza religijnego i państwowego; nieukończony i doprowadzony tylko do czerwca. Powstały ok. 8 r.n.e., później wprowadzano poprawki.

- (pl) 2009 Fasti. Kalendarz poetycki, tłum. Elżbieta Wesołowska;

- Heroides lub Epistolae – zbiór fikcyjnych, wierszowanych listów bohaterek sławnych mitów do bohaterów tychże mitów (np. Penelopy do Odyseusza). Listy 1-14 powstałe przed 16 r.p.n.e. Podwójne listy 16-21 powstały ok. 8 r.n.e.

- (pl) 1695 Rozmowy listowne albo raczey wzaiemna heroin greckich z kawalerami korrespondencya, tłum. Wojciech Stanisław Chrościński;
- (pl) 1986 Heroidy, tłum. Wanda Markowska;
- (pl) 2008 Heroidy I i II, tłum. Elżbieta Wesołowska;

- Ibis – napisany na wygnaniu utwór pełen inwektyw pod adresem znajdującego się w Rzymie wroga. Powstały ok. 11 r.n.e.

- (pl) 1802 Klątwa na Ibisa (w: Owidego Nazona wiersze na wygnaniu pisane), tłum. Jacek Przybylski;

- Medicamina faciei feminae – krótki i fragmentarycznie zachowany utwór o kobiecych kosmetykach;

- (pl) 1926 O kosmetyce twarzy kobiecej, tłum. Tadeusz Myśliński;
- (pl) 1933 Środki gwoli gładkości twarzy niewieściej, tłum. Tadeusz F. Hahn;
- (pl) 1994 O kosmetyce twarzy pań, tłum. Aleksander Wojciech Mikołajczak;

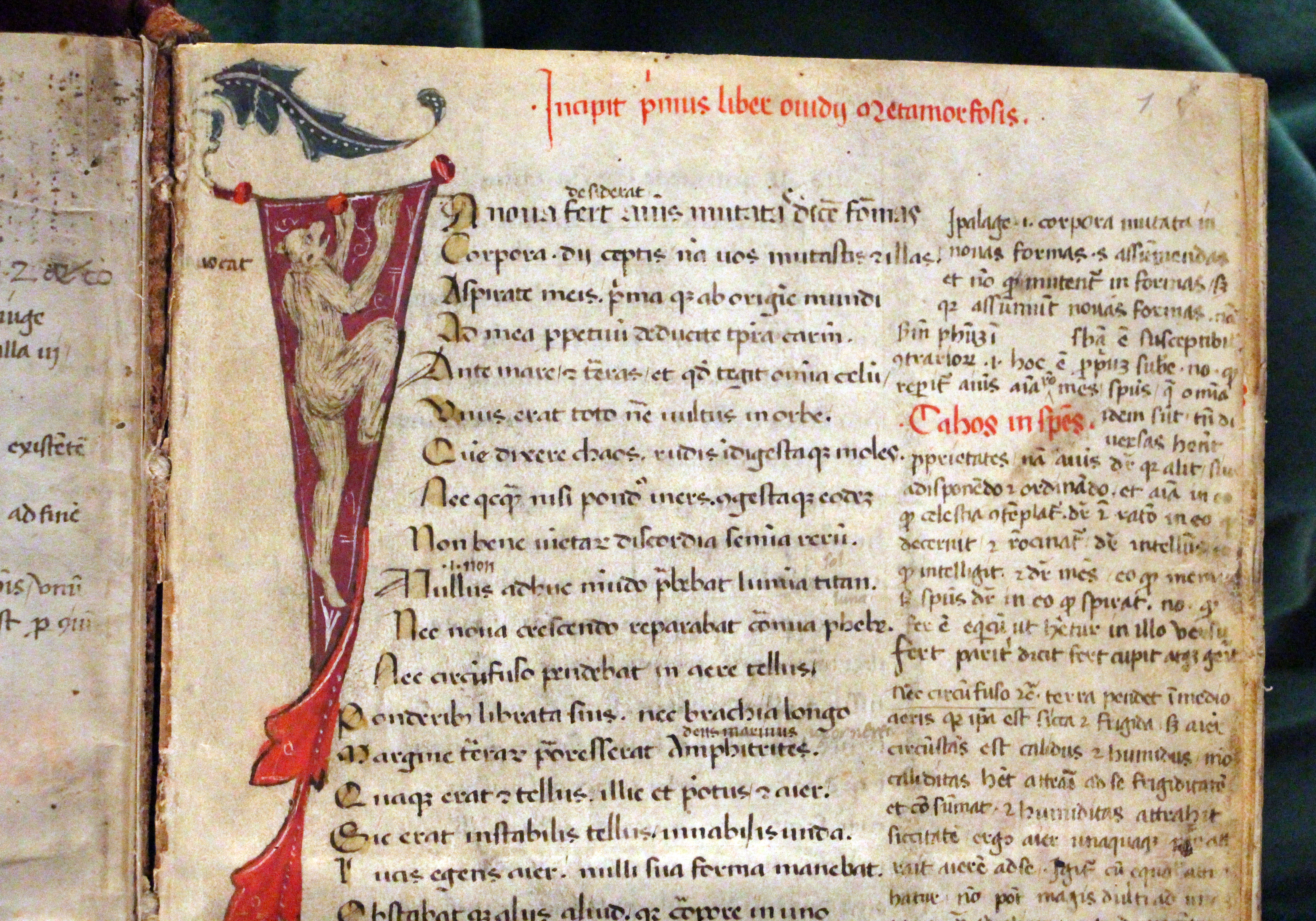
Manuskrypt Metamorfoz (ok. 1390-1400)

- (zaginione) Medea – niezachowana do naszych czasów tragedia
- Metamorphoses – zbiór mitów o przemianach, powstały ok. 8 r.n.e.

- (pl) 1636 P. Owidivsza Nasona Metamorphoseon to jest Przeobrażenia ksiąg piętnaście, tłum. Jakub Żebrowski;
- (pl) 1638 Księgi metamorphoseon to iest przemian, tłum. Walerian Otwinowski;
- (pl) 1805 Krotkie zebranie Metamorfoz albo przekształtowań Owidyusza ku używaniu młodzi, i łatwemu poięciu mitologii służące, tłum.
- (pl) 1825–1826 Przemiany, tłum. Bruno Kiciński;
- (pl) 1926 Przemiany, tłum. Jan Szczepański
- (pl) 1969 Przemiany, tłum. Anna Kamieńska;
- (pl) 1995 Metamorfozy, tłum. Anna Kamieńska, Stanisław Stabryła;

- (zaginione) Phaenomena;
- Remedia amoris – utwór poświęcony temu, jak wyleczyć się z niechcianej miłości. Powstały pomiędzy 1 r.p.n.e. a 2 r.n.e.
(pl) 1993 Lekarstwa na miłość, tłum. Aleksander Wojciech Mikołajczak;
- Tristia – zbiór (5 ksiąg) utworów napisanych na wygnaniu, wyrażających żal za utraconą ojczyzną. Powstały w latach 9–12 n.e.

- (pl) 1802 Rzeczy smutne (w: Owidego Nazona wiersze na wygnaniu pisane), tłum. Jacek Przybylski;
- (pl) 2002 Żale, tłum. Marlena Puk, Elżbieta Wesołowska;

Utwory o niepewnej autentyczności:
- Consolatio ad Liviam;
- Halieutica;

- (pl) 1997 Sztuka rybołówstwa, tłum. Aleksander Wojciech Mikołajczak;

- niektóre Heroides (Hermiona 8, Dejanira 9, Medea 12, Laudamia 13, Hypermestra 14, Safona 15);
- Nux
- Priapea;
- Somnium (w: Amores, 3.5).